# Aerials
Singles de System of a Down
Toxicity
(2002) Innervision
(2002)
Aerials est un single du groupe de rock américain System of a Down. Il est tiré de l'album Toxicity (sorti en 2001), pour lequel le groupe a été nommé pour le Grammy Award de la meilleure prestation hard rock en 2003. Aerials arrive en tête des classements musicaux américains Hot Mainstream Rock

Track et Hot Modern Rock Tracks.
La version album de Aerials dure 6 minutes et 11 secondes, car une chanson cachée intitulée Arto débute à 3:58, la chanson Aerials se terminant à 3:54. Arto (nom non-officiel de la piste) est en réalité l'hymne religieux de l'Église apostolique arménienne (Der Voghormya) joué par le musicien turc et arménien Arto Tunçboyacıyan.
Lorsque Aerials est jouée sur scène, le chanteur Serj Tankian s'accompagne à la guitare rythmique.
Cette chanson parle de la vie : "La vie est une chute d'eau".

## Clip vidéo
La réalisation du clip vidéo de la chanson a été dirigée par Shavo Odadjian, le bassiste du groupe, et David Slade, un réalisateur britannique.
Les premières images du clip montrent un paysage désolé et désertique. La vue se déplace ensuite vers un chapiteau de cirque, à l'intérieur duquel le groupe se prépare, observé par un jeune garçon à l'apparence anormale. Ses yeux retirés et sa petite bouche lui donnent une apparence d'alien et le distinguent des autres personnes. Lorsque le groupe commence à jouer sous le chapiteau, les images montrent les musiciens. À l'extérieur, le garçon marche sur le Walk of Fame d'Hollywood, entouré de deux femmes vêtues de robes rouges. La scène montre ensuite le garçon, accompagné de deux autres femmes également vêtues de rouge, en train de converser avec un homme âgé dans un bureau. À la sortie du bâtiment, les paparazzi affluent autour du jeune garçon et commencent à le photographier. Lorsqu'ils l'interviewent, le garçon ne dit rien. Ensuite, le clip montre des images des musiciens du groupe pendants quelques instants. Puis il montre le garçon lors d'un shooting photo, où il se fait photographier plusieurs fois avec des habits différents. Les images du groupe et du garçon s'alternent pendant quelques instants. Ensuite, l'on revoit le garçon avec deux femmes habillées en rouge, attrapant des billets de banque tombant du plafond. La dernière scène montre le garçon en train de marcher vers le milieu du chapiteau pour s'y allonger et fermer les yeux.

## Classement
| Classement (2002)               | Meilleure position |
| ------------------------------- | ------------------ |
| U.S. Billboard Hot 100          | 55                 |
| U.S. Hot Mainstream Rock Tracks | 1                  |
| U.S. Hot Modern Rock Tracks     | 1                  |

## Reprises
La chanson Aerials a été reprise par le groupe de death metal mélodique Amon Amarth, et a été insérée en tant que piste bonus dans l'édition iTunes de leur huitième album, Surtur Rising.
Le groupe de rock alternatif The Pretty Reckless a joué Aerials lors de sa tournée The Medicine Tour en 2012.